# Empyrium
Empyrium — немецкая группа из Нижней Франконии, исполняющая музыку в стилях дум-метал и дарк-фолк которая была активна с 1994 по 2002 год и снова активна с 2010 года после воссоединения. В качестве ведущей фигуры Empyrium выступает Маркус Шток, он же Ульф Теодор Швадорф. Сначала музыка была наполнена влиянием различных поджанров металла, таких как (мелодичный) блэк-метал, но с третьего альбома влияние металла в значительной степени было отброшено, и группа сосредоточилась на мрачной народной музыке. Текстически обработанный Эмпириум создал романтико-анимистическую картину природы (мистика природы), а также другие темы из области романтики. Тексты песен, за исключением последнего альбома на немецком языке, частично написаны на архаичном английском языке.

## История

### Основание, начало и происхождение имени
Идея создания собственной группы возникла, когда Маркус Сток и Андреас Бах покинули дэт-метал-группу Impurity в конце 1993 года, в начале 1994 года, после того как Сток хотел добавить в группу больше элементов блэк-метала. Но его коллеги по группе продолжали придерживаться дэт-метала, только Бах поддержал эту идею.
Название Empyrium было выбрано летом 1994 года и вдохновлено названием EP Symphonaire Infernus Et Spera Empyrium британской дум-метал-группы My Dying Bride. Эмпиреум обозначал в геоцентрической картине мира, соответственно в космологии средневековья, самую внешнюю, огненную сферу неба (отсюда и название «огненное небо»), место Бога и ангелов.
В декабре 1994 года была записана первая демо-кассета «…der wie ein Blitz vom Himmel fiel…» (пер. с нем. …которая упала с неба, как молния…) которая в музыкальном плане значительно отличалась от грубого блэк-метал-стиля песен, написанных дуэтом ранее. Благодаря этому демо Мартин Коллер из недавно созданного лейбла Prophecy Productions привлек внимание к Empyrium и предложил группе контракт на запись, который подписал его.

### Первые три альбома
Дебютный альбом группы, «A Wintersunset…», был записан в январе 1996 года и выпущен в июне того же года на Prophecy Productions. Маркусу Стоку в то время было 17 лет, и, кроме того, это был первый альбом, выпущенный Prophecy Productions. Домашняя страница лейбла особенно подчеркивает эту тесную связь между лейблом и Empyrium: «Итак, история Empyrium — это история производства пророчеств. Дебютный альбом Empyrium „A Wintersunset“, наш первый релиз, увидел свет в 1996 году и стал причиной создания Prophecy Productions».
Год спустя, в 1997 году, вышел альбом «Songs of Moors and Misty Fields», опять же, на том же лейбле. В феврале 1999 года третий студийный и первый чистый акустический альбом «Where at Night the Wood Grouse Plays» был записан в студии звукозаписи E, студии, открытой стоком в ноябре 1998 года. На этом альбоме впервые выступил Томас Хелм, который внес для этого несколько вокальных линий.
В том же году произошло официальное расставание с Андреасом Бахом. Одной из причин этого были разногласия между ним и Марком Стоком в представлениях о том, куда должен развиваться Empyrium. Хотя Сток хотел еще больше направить группу, которая, по его словам, была скорее проектом, чем полноценной группой, в более атмосферном направлении, Бах подумал о том, чтобы направить Empyrium на более броские и рок-дорожки. В качестве замены ему Томас Хелм стал полноправным участником.
Что касается распределения ролей в Empyrium, Маркус Сток в то время, когда Андреас Бах еще был участником, в интервью журналу Legacy после того, как «Where at Night the Wood Grouse Plays» была записана без Баха, сказал следующее: «В Empyrium совершенно четко установлены границы…» В то время, когда Андреас Бах все еще был членом, Маркус Сток сказал в интервью журналу «Legacy», после того как «Where at Night the Wood Grouse Plays» были записаны пьесы без Баха". Я не хочу управлять группой без него [Андреаса Баха], но он прекрасно знает, что я главный руководитель группы, и он тоже к этому присоединяется". С другой стороны, еще во время записи альбома Сток решил продолжить проект с Томасом Хелмом в будущем.
На «Where at Night the Wood Grouse Plays» Сток впервые появился под своим псевдонимом «Ульф Теодор Швадорф», поскольку он хотел разделить частное лицо Маркуса Стока и его художественный аспект. В другом интервью он сказал по этому поводу: "Для меня очень важно отделить художников и частных лиц друг от друга. Кого также волнует, что я за человек за пределами Empyrium? На мой взгляд, это не имеет никакого отношения к делу, потому что это не имеет никакого отношения к моему художественному выражению.

### Weiland, распад и воссоединение
С 2000 по 2001 год был записан четвертый и последний обычный альбом «Weiland». Как и в случае с «Where at Night the Wood Grouse Plays», инструментарий был разработан для акустического альбома. Кроме того, некоторые приглашенные музыканты играли на таких инструментах, как фагот или скрипка. Помимо Стока, на этом альбоме Томас Хелм также сочинил несколько пьес. Weiland, согласно названию альбома, вышел в 2002 году, но до этого был выпущен еще один EP под названием Titel Drei Auszüge aus Weiland. После публикации Weiland Сток распустил проект Empyrium. В качестве причин для этого он приводит следующее в интервью: «Я думаю, что после 8 лет Empyrium и художественной проработки темы пришло время перейти к новым берегам — просто и остро я больше не чувствую художественной проблемы в сочинении еще одного альбома, посвященного мистике природы прямо сейчас.» (Маркус Сток: интервью для устаревшего журнала)
В 2006 году появился музыкальный обзор истории Empyrium под названием «A Retrospective». Этот компакт-диск также включает в себя две неизданные песни, а также биографию на английском и немецком языках, посвященную Empyrium, в дополнение к различным пьесам из отдельных альбомов.
В сентябре 2010 года было объявлено о воссоединении группы. Сначала песня The Days Before the Case появилась на сборнике Whom the Moon a Nightsong Sings. В марте 2011 года Empyrium объявил, что даст первый концерт в истории группы с выступлением на собрании Wave-Gotik-Treffen в Лейпциге, При поддержке Empyrium выступили Аллен Б. Констанц (The Vision Bleak, Ewigheim), Нейдж (Alcest), Фурси Тейссье (Les Discrets), Эвига (Dornenreich), Кристоф Кутцер (Remember Twilight) и Алин Дейнерт (Neun Welten, Die Kammer). В этом составе последовали другие концерты в Церкви Христа в Бохуме (2012), Церкви Страстей в Берлине (2013) и Культурной редуте Центра в Брашове (2013). В 2012 году был выпущен спектакль Dead Winter Ways, в 2013 году DVD/Blu-ray «Into the Pantheon», на котором была вырезка из WGT-Выступление, а также включена документация.

### Другое
На всех студийных альбомах была Надин Сток (урожденная. Мельтер), которая сначала была подругой Маркуса Штока, а затем стала его женой. Тем не менее, ее только время от времени называют полноправным участником группы (например, в тетради альбома «Songs of Moors and Misty Fields»), чаще как сессионную музыкантшу (например, в записных книжках альбомов «A Wintersunset…» и «Weiland»).
Помимо Empyrium, Маркус Сток играл и играет соответственно в группах Sun of the Sleepless, Noekk, The Vision Bleak и Nachtmahr. В то время как Sun of the Sleepless представляет собой сольный проект, который музыкально ориентирован на блэк-метал, среди прочего, Сток снова сотрудничает с Томасом Хелмом в Noekk и Nachtmahr. С другой стороны, в The Vision Bleak, наряду со Стоком, выступает Тобиас Шенеманн, он же Аллен Б. Констанц, который также является членом группы Ewigheim, с. В большинстве этих групп Сток снова выступает под своим псевдонимом «Ульф Теодор Швадорф», за исключением Noekk, где он носит псевдоним «Ф. Ф. Югот», а Томас Хелм называет себя «Funghus Baldachin».

## Стиль

### Музыка
Первоначально основанная как блэк-метал-группа, Empyrium уже развивалась в направлении более атмосферного, мелодичного стиля с первым альбомом. Таким образом, на «A wintersunset» помимо электрогитар и криков, типичных для блэк-метала, можно услышать акустические гитары и чистый вокал. Хотя «Songs of Moors and Misty Fields» все еще звучали аналогично, но технически более зрелыми, третий альбом «Where at Night the Wood Grouse Plays» претерпел изменения в чисто акустическом направлении. Большое влияние на это решение оказал акустический альбом «Kveldssanger» норвежской группы Ulver. Стефан Бельда, автор биографии, цитирует в этом Маркуса Стока по этому вопросу:

 «Без Квельдссангера наверняка не было бы акустического альбома Empyrium»,— уверен Маркус сегодня.
Последний альбом «Weiland» также был акустически воспроизведенным альбомом. Однако в музыкальном и лирическом плане он разделялся на три тематические области: вереск, лес и вода, которые, соответственно, были инструментированы по-разному, в зависимости от того, какая тема соединяла палку с соответствующими инструментами. Например, в третьей главе Weiland, Wassergeister, на первый план выходят звуки фортепиано и отдельные звуки воды.
С текущими выпусками альбома «The Turn of the Tides» Empyrium больше подчеркивает свои неоклассические влияния, поэтому полностью отказывается от фольклорных влияний nazu, как и от использования флейт.

### Тексты
Лирически Empyrium в основном обрабатывает впечатления из среды тематических областей естественной мистики, скажем- или. Сказочный мир, меланхолия и романтика, особенно из Великобритании с такими представителями, как Мэри Шелли или лорд Байрон. Другие важные влияния, не только на тексты, включают в себя изображения норвежского художника Теодора Киттельсена, Черное болото в районе реки Рен и норвежский и немецкий фольклор, особенно те, которые находятся в окрестностях родной район Стока.
Лирическая реализация этих влияний и тематических областей складывается по-разному. Например, на первом альбоме A wintersunset … тексты песен не были напечатаны, так как Маркус Сток был недоволен ими, поэтому об этой лирике мало что можно сказать. Исключением является песня Autumn Gray Views, содержание которой меланхолично стремится связать с настроением осени.
Текст песни The Franconian Woods в Winter’s Silence был позже опубликован в приложении к лучшему альбому. В этой песне делается попытка запечатлеть природное настроение зимы. Маркус Сток назвал это название в биографии тем, которое сильнее всего указывало на будущее Empyrium. В тексте по этому поводу говорится:

«Above the forest reigns tranquillity

Just ice cold winds whisper to me

As if a velvet robe would wrap my bleeding heart

a gentle breeze of these winds and all grief falls apart»

«Над лесом царит спокойствие
Только ледяные ветры шепчут мне
Как будто бархатный халат укутывает мое кровоточащее сердце
, легкий ветерок этих ветров, и все горе разваливается на части».

— Empyrium: A Retrospective…, Titel Nr. 1: The Franconian Woods in Winter’s Silence (2006); Prophecy Productions, 2006

Фактор человеческих чувств, но особенно меланхолии, рассматривается, например, в песне скорбящих, которая пытается связать настроение природы с человеческими чувствами. Так там говорится примерно:

«Скудные деревья в саванах, такие же старые, как камни… Скорбящие о покинутой любви, навеки замолкнут их горести.»

«Тощие деревья в мертвых рубашках, старые, как камни…. Скорбящие о заброшенной любви, вечно будут/будут умолкать их жалобы»

— Empyrium: Songs of Moors and Misty Fields, Titel Nr. 3: Mourners; Prophecy Productions, 1997

Романтика, с другой стороны, с такими мотивами, как тоска, любовь или, кроме того, меланхолия, встречается, например, в песне Ода меланхолии. Само название песни было связано со стихотворением Джона Китса «Ода меланхолии».[5] Пример из текста песни:

«О похоть и печальные мысли, будь моими, Моя душа усилена, желания… Меланхолия. Мое сердце принадлежит тебе!»

« О вожделение и покаянная мысль да будет моя, душа моя возвышенная, желанная … Меланхолия. Мое сердце — твое!»

— Empyrium: Songs of Moors and Misty Fields, Titel Nr. 4: Ode to Melancholy; Prophecy Productions, 1997

Но и мир сказок и историй тоже присутствует. Таким образом, песня «The Shepherd and the Maiden Ghost» рассказывает небольшую историю о пастухе, который слушает пение духа Девы и следует за ним. Другой пример приводит песню из альбома Weiland, основанную на реальной данности 19-го века, согласно Стоку.
Язык текстов на первых трех альбомах неизменно английский, в то время как Weiland был написан на немецком языке. Английский язык текстов иногда кажется архаичным. Например, при сгибании глагола он имеет кадровые окончания, которые были распространены в среднем и раннем новоанглийском языках, например, didst thou, где сегодня он называется did you. Кроме того, иногда используются старые личные местоимения thou, thee, thine. Пример такого текста можно найти в вышеупомянутом «The Shepherd and the Maiden Ghost»:

«Иди куда хочешь, о пастух! Не огорчай свое сердце
Ты не можешь мне помочь — ты не тот, кто ты есть!»

## Рецензии
Работы Empyrium, как правило, были хорошо приняты специализированной прессой и, соответственно, положительно оценены. Тем не менее, Empyrium не смог увидеть рейтинги в чартах на национальных хит-парадах. Диапазон отзывов варьируется от похвалы, до энтузиазма, в то время как негативная критика встречается редко, но все же присутствует. Андреас Вуд из онлайн-журнала vampster, например, написал в обзоре Songs of Moors & Misty Fields:

 «Это безумие, которое вызывает эта работа, и это происходит снова и снова — даже или именно потому, что эта музыка настолько проста: внушительные ковры синтезатора, тяжелые риффы электрогитары, иногда нежный, иногда вспыльчивый вокал, замечательные звуки флейты и фортепиано… все это смешивается в меланж чистой энергии» «Задумчивость, большой концерт чувств, который не может оставить равнодушным никого, кто любит музыку. Таким образом, Маркус, Андреас и Надин создали произведение, которое стало вечным […] эта задумчивость, эта романтика, эта чистая честная естественность, которая всегда составляла и всегда будет составлять эту работу»,— Андреас Хольц: Онлайн-Рецензия "Songs of Moors & Misty Fields.

В этой критике записи рецензент лично очень положительно оценивает и описывает альбом. Напротив, Педро Азеведо из Chronicles of Chaos пишет гораздо более негативно на компакт-диске «Where at Night the Wood Grouse Plays». Даже если критика по этому поводу не полностью отрицательна, некоторые субъективные критические замечания называются:

 «[…] Я ожидал чего-то более последовательного в целом, а также лучшего в том, что касается второй половины альбома. […] Тем не менее, первая половина, хотя и не совсем такая блестящая, как я ожидал, тем не менее, очень хороша, а во второй вообще нет ничего ужасного, просто средняя; просто, исходя из Эмпириума, я чувствую, что _WaNtWGP_ мог бы быть лучше».,— Педро Азеведо: Онлайн-Критика, "Where at Night the Wood Grouse Plays" в Chronicles of Chaos. 

Множество отзывов связано со стилем, или стилем. атмосфера разговора, которую Empyrium пытается передать, используя атрибуты «мягко-мечтательных народных мелодий», об «эмоциональном, меланхоличном металле» (особенно в отношении «Songs of Moors & Misty Fields»), к «универсальности, эмоциональности и глубине». достаточно. Иногда также можно найти комментарии, в которых произведения Empyrium считаются ориентировочными в этом жанре, и соответственно. Напротив, Empyrium в некоторых обзорах упоминается как «инсайдерский совет», соответственно «принадлежащий к музыкальным секретным советам [принадлежащим]». Примером важности Empyrium является журнал Rock-Hard. Это выглядит в обзоре ретроспективной… акустический альбом Empyrium «Where at Night the Wood Grouse Plays», по важности на одном уровне с Kveldssanger Ульвера:

 «[…] и „Where At Night The Wood Grouse Plays“, наряду с „Kveldssanger“ Ульвера, по-прежнему считается эталонным произведением […]»,— Патрик Шмидт: обзор Ретроспективы … 

Кроме того, можно найти сравнения Empyrium с Ульвером, чей акустический альбом Kveldssanger повлиял на Empyrium. Таким образом, Chronicles of Chaos в обзоре «Weiland», тематически разделенном на три главы, ссылаются на набросок Ульвера Бергтатта и Эвентира i 5 Capitler, который, в соответствии с его названием, разделен на пять глав. В обзоре «Night the Wood Grouse Plays». Playstore утверждает, что тот же журнал утверждает, что рецензируемый альбом Empyriums не отстает от Kveldssanger. Он поддерживает сравнение, соответственно, связь с Ульвером, что, согласно биографии, в которой там цитируется Маркус Сток, первая часть псевдонима Стока, Ульф — помимо скандинавского значения для Вольфа (норвежское ulv) — также намек на Ульвера.

## Состав
- Маркус Шток (1994—2002, 2010 — настоящее время) — вокал, гитара, бас-гитара, ударные, перкуссия
- Андреас Бах (1994—1998) — клавишные
- Томас Хелм (1998—2002, 2010 — настоящее время) — вокал, ударные, клавишные инструменты
- Надин Мёлтер (сессионный музыкант) — виолончель, флейта

## Дискография

### Демо записи
- 1995 …Der wie ein Blitz vom Himmel fiel…

### Студийные альбомы
- 1996 A Wintersunset… — 1996
- 1997 Songs of Moors and Misty Fields
- 1999 Where at Night the Wood Grouse Plays
- 2002 Weiland (Engl. In Older Days)
- 2014 The Turn of the Tides
- 2021 Über den Sternen

### Мини альбомы (EPs)
- 2002 Drei Auszüge aus Weiland
- 2013 Dead Winter Ways
- 2015 The Mill

### Сборники
- 2006 A Retrospective…
- 2006 A Retrospective… (Box set)
- 2010 Whom the Moon a Nightsong Sings (в качестве исполнителя, внесшего свой вклад в компиляцию)
- 2014 1994 — 2014 (Box set)

### Концертные альбомы
- 2013 Into the Pantheon
- 2013 Bochum | Christuskirche | 2012
- 1995 …Der wie ein Blitz vom Himmel fiel… — demo tape 1995